# Padre Duarte Rosado
Duarte Rosado (Porto, 1985) é um sacerdote jesuíta português e coordenador da PAJUV, a Pastoral Juvenil e Vocacional da Companhia de Jesus.
Desde de cedo que mostrou um gosto pela música e hoje em dia é compositor, contando já com pelo menos um álbum "Um grito chamado Isaías".

## Biografia
Duarte Rosado nasceu na Cidade do Porto em 1985, frequentou colégios católicos como, o Colégio Cedros, em Vila Nova de Gaia e campos católicos como o Cantil e Gambozinos, onde animou e foi animado. Antes de seguir o caminho até ao sacerdócio, estudou psicologia até aos 21 anos, e a partir de uma conversa que teve num dos vários campos de Cantil que fez “sentiu” uma chamamento e foi aí que decidiu entrar na companhia de Jesus.
Neste momento, Padre Duarte Rosado vive em Coimbra, onde trabalha no Centro Universitário Manuel da Nóbrega e colabora como ajudante do Mestre de Noviços da Companhia de Jesus.

## Música
O gosto pela música e a presença da mesma acompanhou-o desde de pequeno, e mesmo com as incertezas do seu futuro que teve ao longo da sua vida a música foi a única coisa que tinha a certeza que gostava de desenvolver, e então lançou um disco com várias músicas compostas por si, inspiradas nos textos do Antigo Testamento, do Profeta Isaías. 
A partir do concerto “Isaías e a fragilidade” que deu no Campo da Garça deu a entender o significado e a ideias que as suas músicas tentam transmitir, constatando o facto de sermos frágeis mas que esta fragilidade é um lugar de bênção quando deixamos que esta seja acolhida e amada.
Atualmente já tem um disco “Um Grito Chamado Isaías”, publicado em 2021 e conta com 7 músicas, usadas também para de uma forma diferente ouvir alguns cânticos de um dos livros da Bíblia, um livro com a capacidade de evocar a luz, o deserto florido, o fim das ruínas e a reconstrução do mundo.
Duarte Rosado diz ter feito outras canções que, dialogam com os textos de Isaías, atualmente conta com pelo menos 4 novas músicas mas que ainda não se encontram disponíveis.

## Jornadas Mundias da Juventude
Durante a JMJ, Duarte Rosado deu diversos concertos, nomeadamente um intitulado ‘Isaías e a fragilidade’, após a vigília da JMJ Lisboa 2023 realizada com o Papa Francisco e com a companhia de um coro de 25 vozes e uma banda de seis músicos, dirigidos pelo Padre João Goulão, no Campo da Graça (Parque Tejo). Durante o concerto foram tocadas seis músicas do álbum ‘Um grito chamado Isaías’, lançado em 2021, e quatro músicas novas, que ainda não estão disponíveis.
Apesar de ter sido a primeira vez a frequentar as jornadas devido a constantes participações em campos católicos como o Cantil, Duarte Rosado reforça ter sido uma experiência muito bonita, com uma força incrível e que fora para além das suas expectativas, no entanto comenta que esperava que fosse uma experiência mais católica, comparando com a sua experiência no Largo da Misericórdia (Chiado), onde havia um espaço destinado à Companhia de Jesus.
O concerto realizou-se após a vigília da JMJ Lisboa 2023, dirigida pelo Papa Francisco, esta reuniu cerca de 1,5 milhões de pessoas. 